# Aedes koreicus
La zanzara coreana (Aedes koreicus Edwards, 1917) è un insetto della famiglia dei Culicidae (Diptera: Culicomorpha).
Con le sue punture può trasmettere gli agenti patogeni della encefalite giapponese (virus JEV) e della filariasi.
La trasmissione dell'encefalite giapponese è stata dimostrata in alcune zone della Russia ma non è mai stata registrata in Corea. Le Filariasi trasmesse, come vettore, da tale zanzara sono: nell'uomo la filariasi linfatica causata da Brugia malayi e nel cane la dirofilariosi causata da Dirofilaria immitis
Le aree di origine sono: Giappone, Corea del Sud, Nord-Est della Cina e alcune parti della Russia. In Europa è stata trovata per la prima volta nel 2008 in alcune aree del Belgio orientale. In Italia è stata ritrovata per la prima volta in Veneto, a Sospirolo, nel 2011 durante un'attività di monitoraggio della zanzara tigre. L'importazione in Europa sembrerebbe essere avvenuta a causa del commercio di piante tropicali.
È morfologicamente simile alla zanzara tigre e come essa ha una buona capacità di sopravvivere alle basse temperature e al trasporto per lunghe distanze. Per tali ragioni si presume che possa, nei prossimi anni, diffondersi facilmente in altre zone d'Europa.

## Habitat
Sono state trovate larve di Aedes koreicus che si riproducono in siti di raccolta dell'acqua artificiali come stagni da giardino, bidoni dell'acqua, tombini, secchi, vasi di fiori, pneumatici scartati e altri recipienti contenenti acqua, nonché in siti di raccolta naturali come fori di alberi, pietre cave, pozzanghere, in acque limpide o ricche di sostanze organiche. Queste caratteristiche sono favorevoli alla sopravvivenza durante il trasporto su lunghe distanze e allo sfruttamento degli habitat urbani e periurbani.